# Jens Maae

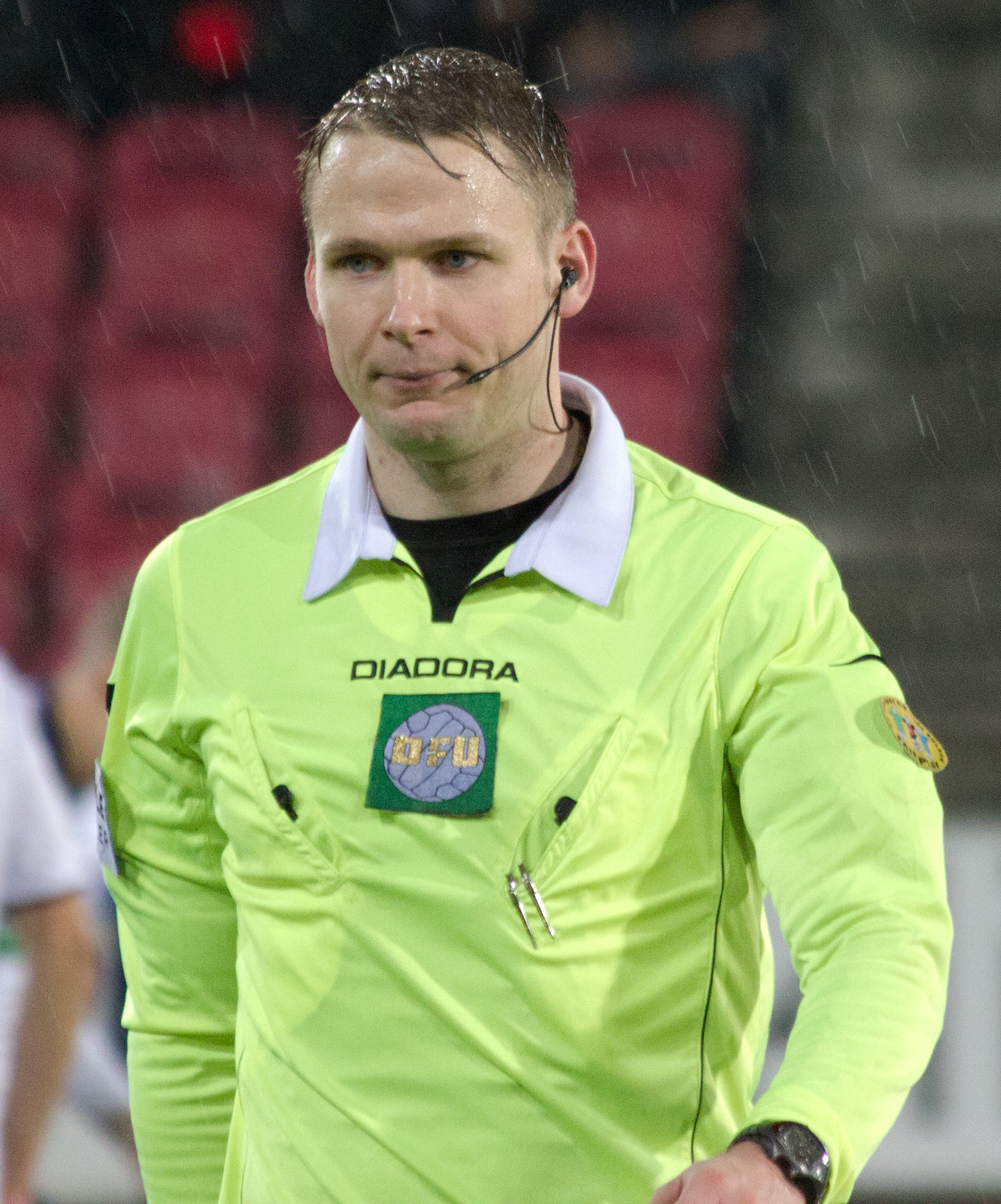
Jens Maae (2013)

Jens Grabski Maae (* 10. März 1982) ist ein dänischer Fußballschiedsrichter.
Maae ist seit Juli 2012 Schiedsrichter in der dänischen Superliga und hat in dieser bereits über 200 Spiele geleitet. 2013 wurde er beim Dansk Fodbold Award 2013 zum dänischen Schiedsrichter des Jahres gewählt.
Am 25. Mai 2017 pfiff Maae das Finale des Dänischen Fußballpokals 2016/17 zwischen dem FC Kopenhagen und Brøndby IF (3:1) in Kopenhagen.
Von 2014 bis 2021 stand Maae auf der Liste der FIFA-Schiedsrichter und leitete internationale Fußballspiele. Bei der U-17-Europameisterschaft 2017 in Kroatien leitete Maae drei Gruppenspiele und das Finale zwischen Spanien und England (2:2, 4:1 i. E.). Im Dezember 2018 und Oktober 2019 pfiff Maae zwei Spiele in der Europa League, im Juli 2014 ein Spiel in der Qualifikation zur Champions League. Zudem leitete er zwei Partien in der Nations League und ein Spiel in der EM-Qualifikation für die Europameisterschaft 2021 sowie Freundschaftsspiele.